# 郡 (英格蘭)
| 英格兰行政区 | 英格兰行政区 | 英格兰行政区 | 英格兰行政区 | 英格兰行政区 | 英格兰行政区             | 英格兰行政区 |
| ------------ | ------------ | ------------ | ------------ | ------------ | ------------------------ | ------------ |
| 主权国家     | 英国         | 英国         | 英国         | 英国         | 英国                     | 英国         |
| 构成国       | 英格兰       | 英格兰       | 英格兰       | 英格兰       | 英格兰                   | 英格兰       |
| 大区         | 大区         | 大区         | 大区         | 大区         | 大区                     | 大区         |
| 郡级（上层） | 伦敦城       | 倫敦郡       | 都會郡       | 非都会郡     | 单一管理郡/区 （单一层） | 锡利群岛     |
| 区级（下层） | 伦敦城       | 伦敦区       | 都会区       | 非都会区     | 单一管理郡/区 （单一层） | 锡利群岛     |
| 教区         | （无）       | （无）       | 民政教區     | 民政教區     | 民政教區                 | 民政教區     |

英格兰的郡（county）具有管理上，政治上，以及地理学上的划分作用。许多现存的郡是基于古代传统，如盎格鲁萨克逊诸王国时代的划分。“county”一词是源于古代的地区管理者“Count”。
英格兰的行政划分界线与功能在近现代经历了频繁变动，也因此郡一词的定义在19世纪之后逐渐模糊。于不同条件下，可指歷史郡、登记郡、名誉郡、邮政郡等。

## 行政郡
| - 大曼徹斯特郡（Greater Manchester） - 默西賽德郡（Merseyside） - 南约克郡（South Yorkshire） - 泰恩-威爾郡（Tyne and Wear） - 西密德蘭郡 （West Midlands） - 西約郡（West Yorkshire） | - 大倫敦（Greater London） - 倫敦市（City of London） - 錫利群島（Isles of Scilly） |  |

郡级行政区

### 非都市郡
注：“*”没有郡理事会，管辖的非都市区是非都市郡区（单一制）
- 雅息士郡（Essex）
- 赫福郡（Hertfordshire）
- 劍橋郡（Cambridgeshire）
- 羅福郡（Norfolk）
- 沙福郡（Suffolk）
- 打比郡（Derbyshire）
- 諾定咸郡（Nottinghamshire）
- 林肯郡（Lincolnshire）
- 李斯特郡（Leicestershire）
- 諾咸頓郡（Northamptonshire）
- 金巴倫郡（Cumbria）
- 蘭開夏郡（Lancashire）
- 伯克郡（Berkshire）*
- 白金漢郡（Buckinghamshire）
- 東修適士郡（East Sussex）
- 衡州郡（Hampshire）
- 肯特郡（Kent）
- 牛津郡（Oxfordshire）
- 舒梨郡（Surrey）
- 西修適士郡（West Sussex）
- 森麻實郡（Somerset）
- 告士打郡（Gloucestershire）
- 德雲郡（Devon）
- 施他佛郡（Staffordshire）
- 和域郡（Warwickshire）
- 窩士打郡（Worcestershire）
- 北約郡（North Yorkshire）

### 單一管理區
注：“*”郡理事会管辖，其他单一管理区是区理事会（District Council） 管辖。
- 瑟羅克（Thurrock）
- 紹森德（Southend）
- 盧頓（Luton）
- 百福德郡（Bedfordshire）
- 百福（Bedford）
- 彼德堡（Peterborough）
- 打比（Derby）
- 諾定咸（Nottingham）
- 李斯特（Leicester）
- 律倫（Rutland）
- 諾森伯倫郡（Northumberland）*
- 杜倫郡（County Durham）*
- 達靈頓（Darlington）
- 哈特爾浦（Hartlepool）
- 斯托克頓（Stockton）
- 雷德卡（Redcar）
- 米杜士堡（Middlesbrough）
- 東柴郡（Cheshire East）
- 西柴郡-車士打（Cheshire West and Chester）
- 哈爾頓（Halton）
- 沃靈頓（Warrington）
- 黑池（Blackpool）
- 布萊克本-達文（Blackburn with Darwen）
- 伯克郡的非都市區（单一制）
  - 西伯克（West Berkshire）
  - 雷丁（Reading）
  - 禾京咸（Wokingham）
  - 布拉克內爾森林（Bracknell Forest）
  - 溫莎-梅登黑德（Windsor and Maidenhead）
  - 斯勞（Slough）
- 米爾頓凱恩斯（Milton Keynes）
- 白禮頓-荷甫（Brighton and Hove）
- 修咸頓（Southampton）
- 樸茨茅夫（Portsmouth）
- 懷特島（Isle of Wight）*
- 麥德威（Medway）
- 巴斯-東北森麻實（Bath and North East Somerset）
- 北森麻實（North Somerset）
- 布里斯托（Bristol）
- 南吿士打（South Gloucestershire）
- 史雲頓（Swindon）
- 渭州郡（Wiltshire）*
- 多實郡（Dorset）
- 般尼茅夫（Bournemouth）
- 基督城（Christchurch）
- 托貝（Torbay）
- 普利茅夫（Plymouth）
- 康和郡（Cornwall）*
- 禧福郡（Herefordshire）
- 史樂郡（Shropshire）*
- 特爾福德-雷金（Telford and Wrekin）
- 特倫特河畔斯托克（Stoke-on-Trent）
- 約克（York）
- 東約郡（East Riding of Yorkshire）
- 侯城（Hull）
- 北林肯郡（North Lincolnshire）
- 東北林肯郡（North East Lincolnshire）

### 已撤銷的郡
- 劍橋郡和伊利島（Cambridgeshire and Isle of Ely）
- 亨廷登-彼德堡郡（Huntingdon and Peterborough）
- 雅芳郡（Avon）
- 克利夫蘭郡（Cleveland）
- 禧福-窩士打郡（Hereford and Worcester）
- 亨伯賽德郡（Humberside）
- 倫敦郡（London）

## 名譽郡
48個名譽郡（截至2009年）
- 百福郡（Bedfordshire）
- 伯克郡（Berkshire）
- 布里斯托郡（Bristol）

名譽郡

- 白金漢郡（Buckinghamshire）
- 劍橋郡（Cambridgeshire）
- 柴郡（Cheshire）
- 康和郡（Cornwall）
- 坎布里亚（Cumbria）
- 打比郡（Derbyshire）
- 德雲郡（Devon）
- 多實郡（Dorset）
- 杜倫郡（Durham）
- 雅息士郡（Essex）
- 告士打郡（Gloucestershire）
- 衡州郡（Hampshire）
- 禧福郡（Herefordshire）
- 赫福郡（Hertfordshire）
- 懷特島郡（Isle of Wight）
- 肯特郡（Kent）
- 蘭開夏郡（Lancashire）
- 李斯特郡（Leicestershire）
- 林肯郡（Lincolnshire）
- 倫敦市（City of London）
- 大倫敦（Greater London）
- 大曼徹斯特郡（Greater Manchester）
- 默西賽德郡（Merseyside）
- 西密德蘭郡（West Midlands）
- 羅福郡（Norfolk）
- 諾咸頓郡（Northamptonshire）
- 諾森伯倫郡（Northumberland）
- 諾定咸郡（Nottinghamshire）
- 牛津郡（Oxfordshire）
- 律倫郡（Rutland）
- 史樂郡（Shropshire）
- 森麻實郡（Somerset）
- 施他佛郡（Staffordshire）
- 沙福郡（Suffolk）
- 舒梨郡（Surrey）
- 東修適士郡（East Sussex）
- 西修適士郡（West Sussex）
- 泰恩-威爾郡（Tyne and Wear）
- 和域郡（Warwickshire）
- 渭州郡（Wiltshire）
- 窩士打郡（Worcestershire）
- 東約郡（East Riding of Yorkshire）
- 南約郡（South Yorkshire）
- 西約郡（West Yorkshire）
- 北約郡（North Yorkshire）

## 歷史郡（1889年前）

歷史郡

- 百福郡（Bedfordshire）
- 伯克郡（Berkshire）
- 白金漢郡（Buckinghamshire）
- 劍橋郡（Cambridgeshire）
- 柴郡（Cheshire）
- 康和郡（Cornwall）
- 坎伯兰（Cumberland）
- 打比郡（Derbyshire）
- 德雲郡（Devon）
- 多實郡（Dorset）
- 杜倫郡（Durham）
- 雅息士郡（Essex）
- 告士打郡（Gloucestershire）
- 衡州郡（Hampshire）
- 禧福郡（Herefordshire）
- 赫福郡（Hertfordshire）
- 亨廷登郡（Huntingdonshire）
- 肯特郡（Kent）
- 蘭開夏郡（Lancashire）
- 李斯特郡（Leicestershire）
- 林肯郡（Lincolnshire）
- 美度石士郡（Middlesex）
- 羅福郡（Norfolk）
- 諾咸頓郡（Northamptonshire）
- 諾森伯倫郡（Northumberland）
- 諾定咸郡（Nottinghamshire）
- 牛津郡（Oxfordshire）
- 律倫郡（Rutland）
- 史樂郡（Shropshire）
- 森麻實郡（Somerset）
- 施他佛郡（Staffordshire）
- 沙福郡（Suffolk）
- 舒梨郡（Surrey）
- 修適士郡（Sussex）
- 和域郡（Warwickshire）
- 威斯摩蘭郡（Westmorland）
- 渭州郡（Wiltshire）
- 窩士打郡（Worcestershire）
- 约克郡（Yorkshire）
  -  东约克郡（East Riding）
  -  南约克郡（South Riding）
  -  西约克郡（West Riding）
  -  北约克郡（North Riding）

## 前郵政郡
- 雅芳郡（Avon）
- 百福郡（Bedfordshire）
- 伯克郡（Berkshire）

前郵政郡

- 白金漢郡（Buckinghamshire）
- 劍橋郡（Cambridgeshire）
- 柴郡（Cheshire）
- 克利夫蘭郡（Cleveland）
- 康和郡（Cornwall）
- 杜倫郡（County Durham）
- 金巴倫郡（Cumbria）
- 打比郡（Derbyshire）
- 德雲郡（Devon）
- 多實郡（Dorset）
- 雅息士郡（Essex）
- 告士打郡（Gloucestershire）
- 衡州郡（Hampshire）
- 禧福郡（Herefordshire）
- 赫福郡（Hertfordshire）
- 懷特島郡（Isle of Wight）
- 肯特郡（Kent）
- 蘭開夏郡（Lancashire）
- 李斯特郡（Leicestershire）
- 林肯郡（Lincolnshire）
- 倫敦（London）
- 默西賽德郡（Merseyside）
- 美度石士郡（Middlesex）
- 羅福郡（Norfolk）
- 北亨伯賽德郡（North Humberside）
- 南亨伯賽德郡（South Humberside）
- 諾咸頓郡（Northamptonshire）
- 諾森伯倫郡（Northumberland）
- 諾定咸郡（Nottinghamshire）
- 牛津郡（Oxfordshire）
- 史樂郡（Shropshire）
- 森麻實郡（Somerset）
- 施他佛郡（Staffordshire）
- 沙福郡（Suffolk）
- 舒梨郡（Surrey）
- 東修適士郡（East Sussex）
- 西修適士郡（West Sussex）
- 泰恩-威爾郡（Tyne and Wear）
- 和域郡（Warwickshire）
- 西密德蘭郡（West Midlands）
- 渭州郡（Wiltshire）
- 窩士打郡（Worcestershire）
- 東約郡（East Riding of Yorkshire）
- 南約郡（South Yorkshire）
- 西約郡（West Yorkshire）
- 北約郡（North Yorkshire）